# (73711) 1992 EW24
(73711) 1992 EW24 – planetoida z pasa głównego asteroid okrążająca Słońce w ciągu 4,22 lat w średniej odległości 2,61 j.a. Odkryta 4 marca 1992 roku.